# Mara Gabrilli

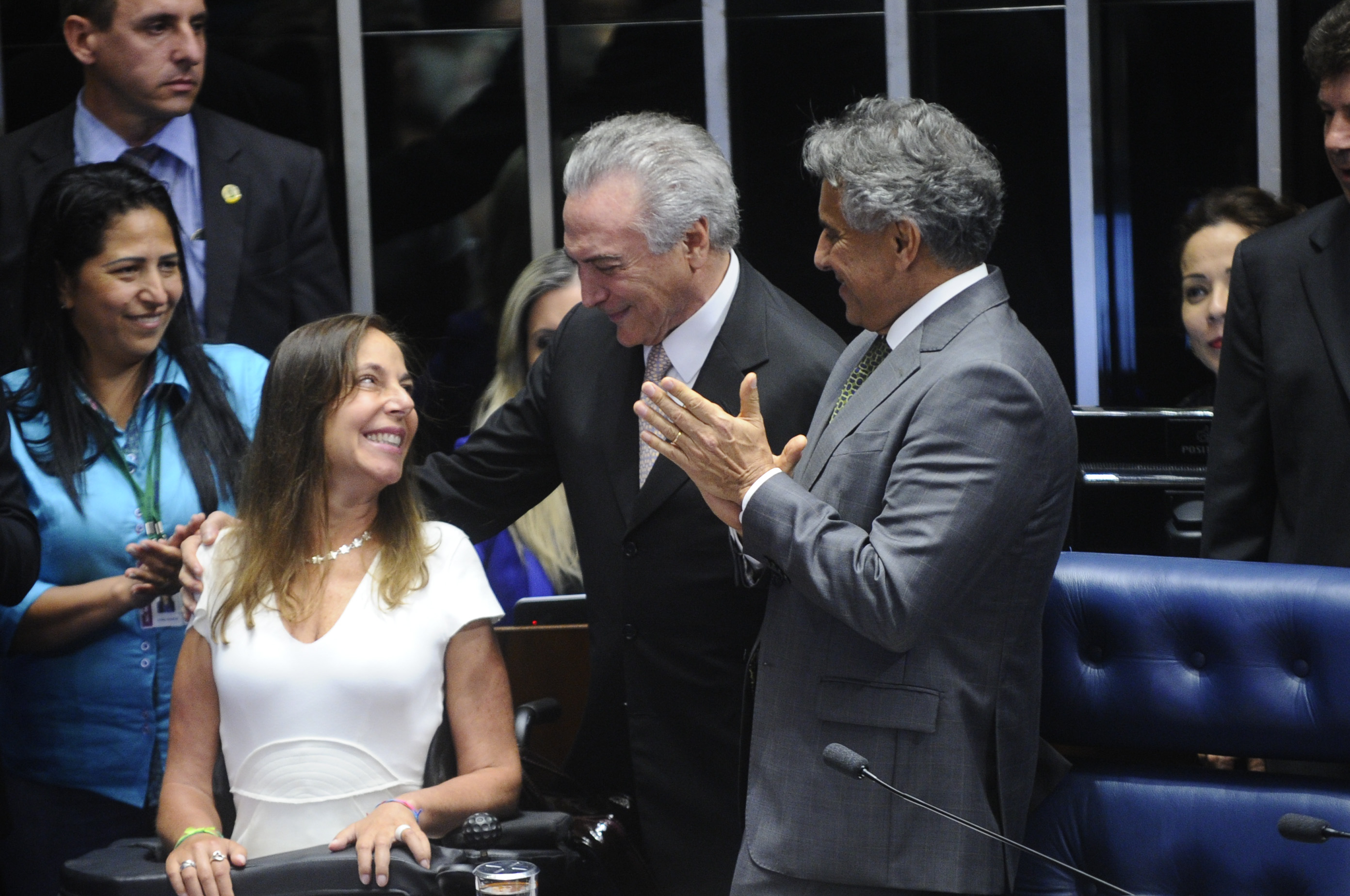
Mara Gabrilli con il presidente della repubblica brasiliana Michel Temer

Mara Cristina Gabrilli, meglio conosciuta come Mara Gabrilli (San Paolo, 28 settembre 1967), è una politica e scrittrice brasiliana.

## Biografia
Mara Gabrilli è nata a S. Paolo del Brasile il 28 settembre 1967 da Luiz Alberto, ricco e conosciuto imprenditore nel settore dei trasporti e Claudìa, ha un fratello Luiz Alberto jr e una sorella Rosangela.

### L'Incidente del 3 agosto 1994
La vita di Mara cambia radicalmente la notte del 3 agosto 1994, quando tornando da una serata con amici e l'allora fidanzato, rimane vittima di un grave incidente d'auto. Fu portata all'ospedale tracheostomizzata avendo tra tutti la peggio. Mara infatti da allora è tetraplegica e non può muovere niente dal collo in giù per questo collaborano con lei attualmente degli assistenti personali, che lavorano per lei 24 ore al giorno, le sue condizioni migliorarono e Mara recuperò la capacità di parlare e respirare da sola, ma tuttavia non riuscì a recuperare tutti i movimenti dal collo in giù ormai compromessi.
Nel marzo 2016 Mara Gabrilli grazie ai continui anni di terapia con elettrostimolazione, riesce a recuperare parzialmente i movimenti del braccio sinistro potendo così condurre da sola la sedia a rotelle grazie a un bottone automatico, tuttavia la deputata per tutte le altre cose si serve di un assistente personale 24 ore su 24.
In occasione delle Paralimpiadi di Rio 2016 è stata una tedofora durante il percorso della torcia.

### L'Istituto e la Segreteria della Persona diversamente abile di San Paolo
Tre anni dopo l'incidente, ovvero nel 1997 Mara fonda il PPP (progetto prossimo passo), che anni dopo cambierà nome per assumere la denominazione attuale Istituto Mara Gabrilli. La ONG si occupa di fomentare la ricerca a favore delle cure delle paralisi e lesioni midollari, di far conoscere malattie e disabilità rare e sconosciute inoltre in ambito sportivo, l'istituto tessera atleti diversamente abili, che rappresentano il Brasile in gare nazionali e internazionali, fornendo loro strutture e tecnici preparati per gli allenamenti. Mara esordisce in politica nel 2005 quando a 37 anni si iscrive al PSDB e incontrando l'allora prefetto paulista José Serra, gli propone di creare un ente fatto apposta per i 3 milioni di disabili della città, Serra accetta e la nomina segretaria dell'ente che Mara presiederà dal 2005 al 2008.

### Assessore a San Paolo e deputata nazionale (2008 - in carica)
Mara a questo punto si candida ad assessore nella sua città natale per il PSDB viene eletta risultando la prima tetraplegica a sedere al comune di San Paolo, dopo due anni nel 2010 viene eletta a Brasilia, presso la camera dei deputati brasiliana anche qui è la prima tetraplegica. per lei viene installato un ascensore e un computer, Mara infatti registra vota e firma coi movimenti del collo, grazie a un software che ne garantisce la privacy e il segreto del voto. In occasione delle presidenziali del 2014 in Brasile, Mara appoggia il candidato del PSDB Aécio Neves che esce poi sconfitto dalla tornata elettorale. Successivamente viene eletta al senato, con un mandato valido per 7 anni.
Nel 2022 viene designata come vice - presidente dalla candidata Simone Tebet, decidendo successivamente di non appoggiare Lula al ballottaggio.
Nel 2023 esce dal PSDB per aderire al PSD di Gilberto Kassab.

### Candidata al Senato Federale e incarico all'ONU
Nel 2018 la Gabrilli concorrerà alla carica del senato federale in rappresentanza dello stato di San Paolo, al fianco di Joao Doria e Geraldo Alckmin.
Sempre nello stesso anno è stata eletta all'ONU in rappresentanza del Brasile, sempre nell'ambito dei diritti delle persone con disabilità, tale incarico sarà effettivo a partire dagli anni 2019-2020.

## Scrittrice
Come scrittrice ha pubblicato Intìma Desordem, Depois Daquele Dia, scritto in collaborazione con la saggista Milly Lancombe e Vai Encarar quest'ultimo scritto con l'amica scrittrice Claudia Matarazzo. Inoltre è stata la prima donna tetraplegica a fare un calendario sensuale nel 2001, mostrando al mondo così tutta la sua bellezza, femminilità e sensualità; è stata insignita dei premi Orgoglio Autista e Fondazione Selma, entrambi nel 2013.